# ポール・パヴィオ
ポール・パヴィオ（Paul Paviot、1926年3月11日 パリ - 2017年11月23日）は、フランスの脚本家、映画監督、スチルカメラマンである。

## 来歴・人物
1926年3月11日、フランス・パリに生まれる。
1947年、21歳のときに、スチルカメラマンとして映画界に入る。1951年、25歳にして製作会社「パヴォクス・フィルム」を設立、自社作品第一作としてアンドレ・アンリシュ監督による22分の短篇映画『Terreur en Oklahoma』を製作、みずからがイヴ・ロベールによる原案を、ルイ・サパン、アルベール・ヴィダリと共同で脚本に書き、助監督もつとめた。アンリッシュはのちにクリス・マルケル監督の『ラ・ジュテ』（1962年）に出演している。
翌1952年、俳優のマルセル・マルソーの製作会社「レ・フィルム・マルソー」の出資を得、共同製作の短篇映画『Torticola contre Frankensberg』で映画監督としてデビューする。主演はミシェル・ピコリ、音楽はジョゼフ・コスマ、美術はアレクサンドル・トローネル。同年、短篇ドキュメンタリー『Saint-Tropez, devoir de vacances』を小説家のボリス・ヴィアンとの共同脚本で撮る。同作で撮影監督ギスラン・クロケが撮影監督として一本立ちした。
1954年にマルセル・マルソーを主演に2本の短編映画を撮る。2本目の『マルセル・マルソオのパントマイム』は詩人で映画作家のジャン・コクトーの出演と序文を得、第5回ベルリン国際映画祭に出品されて銅賞の楯を得た。コクトーの序文は、1957年の短編映画『ジャンゴ・ラインハルト』でも得ている。これらは日本でも公開された。
総じて短篇を得意とする監督であったが、1960年代にわずか2本の長篇を残して、同後半からはテレビの世界に入った。特筆すべきは、1968年の西ドイツ・日本・フランス・カナダの4か国合作のテレビシリーズ『Polizeifunk ruft』の第6話を撮っていることだ。日本からは東京放送が参加し、第2話を飯島敏宏監督が脚本佐々木守、音楽冨田勲、主演二谷英明で撮っている。

## フィルモグラフィ
- Voyage surprise　1947年　スチルカメラ　監督ピエール・プレヴェール
- Le Point du jour　1949年　スチルカメラ　監督ルイ・ダカン
- Terreur en Oklahoma　短篇　1951年　脚本・製作・助監督　監督アンドレ・アンリシュ、原案イヴ・ロベール
- Torticola contre Frankensberg　短篇　1952年　監督・脚本　※監督デビュー作
- Saint-Tropez, devoir de vacances　短篇ドキュメンタリー　1952年　監督・脚本　共同脚本・出演ボリス・ヴィアン、撮影ギスラン・クロケ、編集アラン・レネ、出演ミシェル・ピコリ、ピエール・ブラッスール、ジュリエット・グレコ
- Chicago Digest　短篇　1952年　監督
- Lumière　短篇ドキュメンタリー・テレビ映画　1953年　監督・脚本　コメンタリー・出演アベル・ガンス、撮影ギスラン・クロケ、音楽ジョゼフ・コスマ
- Un jardin public　短篇　1954年　監督　主演マルセル・マルソー
- マルセル・マルソオのパントマイム Pantomimes　短篇　1954年　監督・脚本　序文・出演ジャン・コクトー、撮影ギスラン・クロケ、原案・主演マルセル・マルソー　※第5回ベルリン国際映画祭銅賞
- Tempi nostri　オムニバス　1954年　『La Parade』　監督　参加監督アレッサンドロ・ブラゼッティ
- ジャンゴ・ラインハルト Django Reinhardt　短篇　1957年　監督　脚本クリス・マルケル、序文ジャン・コクトー、音楽ジャンゴ・ラインハルト
- Pantalaskas　1960年　監督・脚本　※長篇デビュー作
- Portrait-robot　1962年　監督・脚本
- Polizeifunk ruft　テレビシリーズ　1968年　監督　※西ドイツ・日本・フランス・カナダ合作
- Le Chien qui a vu Dieu　テレビ映画　1970年　監督
- Irma la Douce　テレビ映画　1972年　監督
- La Fin et les moyens　テレビ映画　1972年　監督
- Le Masque aux yeux d'or　テレビ映画　1973年　監督・脚本
- Genitrix　テレビ映画　1973年　監督
- Le Mauvais　テレビ映画　1973年　監督
- Sultan à vendre　テレビ映画　1974年　監督